# 維爾德卡爾峰 (基茨比爾阿爾卑斯山脈)
47°21′37″N 12°04′42″E / 47.360223°N 12.078266°E
維爾德卡爾峰（德語：Wildkarspitze），是奧地利的山峰，位於該國西部，由蒂羅爾州負責管轄，屬於基茨比爾阿爾卑斯山脈的一部分，海拔高度1,961米，每年平均降雨量1,971毫米。